# Traditioneel handelen
Traditioneel handelen is gedrag dat voortkomt uit geïnternaliseerde tradities, gewoontes en gebruiken. Het handelen vindt nauwelijks bewust plaats; zodra de achterliggende traditie bewust gewaardeerd wordt, is er sprake van waarderationeel handelen.
Traditioneel handelen is een van de ideaaltypes van socioloog Max Weber voor sociaal handelen. De andere zijn doelrationeel, waarderationeel en affectief handelen. In werkelijkheid zal het ideaaltype nooit in deze pure vorm voorkomen, maar meerdere ideaaltypes combineren. Weber zag de moderne maatschappij (Gesellschaft) als een beweging richting doelrationaliteit. Dit zou de onttovering van de wereld tot gevolg hebben; aan rationele verklaringen wordt een hogere waarde toegekend dan aan verklaringen op andere gronden, zoals religie en bijgeloof.